# NK Šokadija Stari Mikanovci
NK Šokadija je nogometni klub iz Starih Mikanovaca.
U sezoni 2020./21. se natječe u 2. ŽNL Vukovarsko-srijemska NS Vinkovci.

## Povijest
Nogometni klub Šokadija Stari Mikanovci osnovan je 1926. godine.
Nakon ispadanja iz 1. ŽNL Vukovarsko-srijemske u sezoni 2009/10., klub biva relegiran u 2. ŽNL Vukovarsko-srijemska NS Vinkovci, gdje nakon 4. kola biva isključen iz daljeg natjecanja.
U sezoni 2011./12. klub ponovo počinje s natjecanjem u 3. ŽNL Vukovarsko-srijemskoj NS Vinkovci.